# Psimada quadripennis
Psimada quadripennis là một loài bướm đêm trong họ Noctuidae.

## Hình ảnh

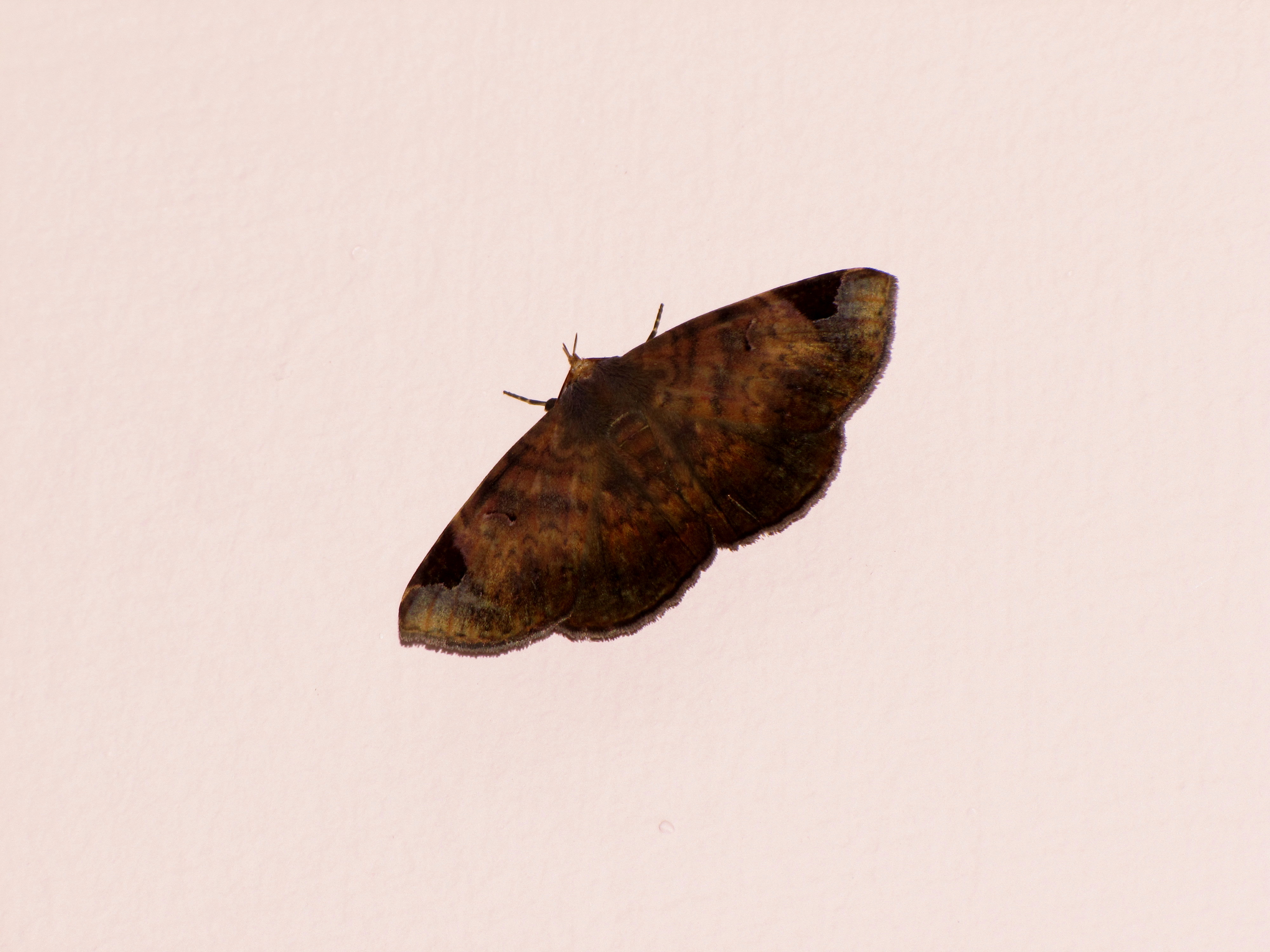
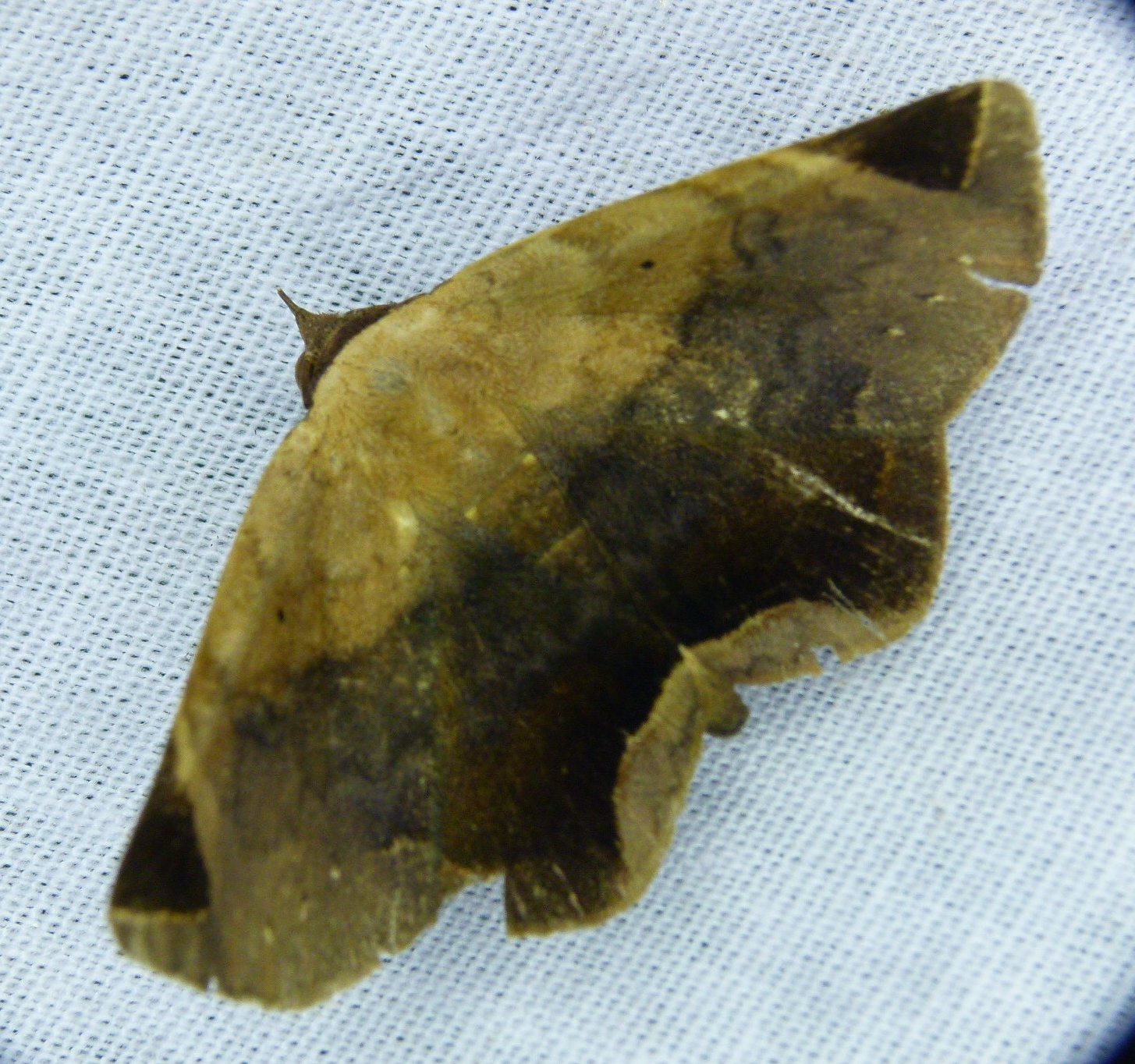